# Monkey D. Luffy
 (août 2025).
Si vous disposez d'ouvrages ou d'articles de référence ou si vous connaissez des sites web de qualité traitant du thème abordé ici, merci de compléter l'article en donnant les références utiles à sa vérifiabilité et en les liant à la section « Notes et références ».
Monkey D. Luffy (モンキー・Ｄ・ルフィ, Monkī Dī Rufi), surnommé de manière récurrente Luffy au chapeau de paille (麦わらのルフィ, Mugiwara no Rufi), est un personnage de fiction et principal protagoniste de la franchise japonaise One Piece créée par Eiichirō Oda. Il est intronisé en tant que garçon ayant un corps élastique, une faculté qu'il a développée après avoir mangé un fruit du démon. Il est le fondateur et le capitaine de l'équipage de Chapeau de paille. Son rêve de toujours est de devenir le roi des pirates en trouvant le trésor légendaire, le One Piece, laissé par le défunt roi des pirates, Gol D. Roger. Selon lui, le roi des pirates est l'homme le plus libre du monde. Après l'attaque sur Onigashima, il est considéré comme étant l'un des Quatre Empereurs.
Il est le fils du chef de l'armée révolutionnaire, Monkey D. Dragon, ainsi que le petit-fils paternel du héros de la Marine, Monkey D. Garp. Il est également le frère adoptif de Portgas D. Ace, défunt capitaine de la 2e flotte de l'équipage de Barbe Blanche, et de Sabo, chef d'état-major de l'armée révolutionnaire.
Luffy est mondialement connu dans le monde de One Piece en tant que fauteur de troubles, comme lorsqu'il défie les Grands Corsaires, la Marine et les Quatre Empereurs, et lorsqu'il commet des actions jugées menaçantes par le Gouvernement mondial. En outre, dans la majorité de ces combats, il en est sorti vainqueur. Il a également acquis la réputation d'être « imprudent » et, dans certains cas, «fou», comme lors de l'incident à Enies Lobby, son attaque sur un dragon céleste sur l'archipel des Sabaody, l'incident d'Impel Down et sa participation à la bataille de Marine Ford. Il est donc tristement célèbre pour être le seul pirate connu à non seulement délibérément attaquer les trois installations gouvernementales les plus importantes, mais aussi à réussir à s'échapper vivant en y affrontant des adversaires incroyablement puissants. Le fait qu'il ait frappé un dragon céleste en connaissance de cause et la portée de son héritage a valu à Luffy d'être qualifié d'élément futur dangereux par le Gouvernement mondial et l'amiral-en-chef Sakazuki.
Après les événements de Totto Land, les actions de Luffy ont encore grandi sa réputation. Les journaux ont révélé sa relation fraternelle avec Sabo, la flotte qui s'est officieusement formée sous ses ordres, son opération d'infiltration sur le territoire de Big Mom où il a vaincu deux des généraux sucrés, Charlotte Cracker et Charlotte Dent-de-chien, sa tentative d'assassinat échouée contre l'impératrice, sa destruction involontaire du château de cette dernière et l'alliance avec les Germa 66, l'équipage des pirates du Soleil et l'équipage de Fire Tank, avant de s'échapper de Totto Land. Bien que ses actions aient été légèrement exagérées par la presse, il est désormais officieusement considéré comme le 5e Empereur.
Après l'attaque sur Onigashima et les défaites de Kaido et de Big Mom, deux membres des Quatre Empereurs, il est officiellement membre de cette catégorie de pirates, aux côtés de Shanks, Barbe Noire et Baggy. Ces actes ont conduit le Gouvernement mondial à le mettre à prix pour 3 milliards de berrys.
En tant que protagoniste, Luffy apparaît dans la majorité des épisodes (normaux et spéciaux), films et OAV de l'anime One Piece, ainsi que dans un grand nombre de jeux vidéo dérivés de la série. À la suite de la popularisation internationale de la série, Luffy est devenu l'un des personnages les plus reconnaissables et iconiques du monde manga/anime. En dehors de la franchise One Piece, Luffy a également fait une apparition dans le manga intitulé Cross Epoch. Il a également été sujet à de nombreuses parodies et a particulièrement influencé la culture populaire japonaise. L'accueil du personnage dans les médias est majoritairement positif et a été reconnu comme l'un des plus grands personnages d'anime/de manga de tous les temps.

## Création et conception
Lors de la création du personnage de Luffy, Eiichiro Oda tente d'attribuer une qualité « masculine » similaire à celle des personnages exposés dans la série Dragon Ball créée par Akira Toriyama. Oda ajoute des pouvoirs élastiques à Luffy pour lui attribuer quelques effets comiques et également dans le but de détendre les lecteurs/téléspectateurs. Oda tentait de dessiner Luffy d'une manière simple et de lui attribuer ses émotions et ce qu'il aurait voulu être.
Le Fruit du démon qui a permis à Luffy de posséder des pouvoirs était initialement nommé Gomu no Mi (ゴムの実, lit. fruit du caoutchouc). Cependant, il a été noté que ce fruit existait réellement ; par conséquent, il change de nom pour celui de Gomu Gomu no Mi (ガムガムの果実, fruit du Gum-Gum ; lit. fruit du caoutchoutier).

### Caractéristiques
Luffy est facilement reconnaissable à son chapeau de paille, un chapeau qui lui a été donné par un pirate nommé Shanks « le roux », son idole depuis son enfance. Ce dernier s'est fait arracher le bras gauche en sauvant Luffy. Il est aussi reconnaissable par la cicatrice sous l'œil gauche, qui fait penser à son grand-père Garp, et qu'il s'est lui-même infligé pour prouver sa bravoure à Shanks et son équipage. Pendant son changement physique Gear Second, le corps de Luffy s'assombrit, brille, et devient plus fluide. Lorsqu'il était enfant, Luffy a pour la première fois été intronisé par le port d'un tee-shirt blanc et d'un short bleu. Dans One Piece, Luffy porte un chandail rouge, un pantacourt bleu et des sandales (ou tongs). Après l'ellipse des deux ans, Luffy remplace son chandail par une veste rouge à manches longues et porte également une écharpe jaune autour de sa taille.
Luffy est un garçon insouciant qui fait souvent preuve d'imprudence et de hardiesse. Il invite de nombreux autres personnages, tels que Chopper ou Brook, généralement pour rejoindre son équipage. Cette raison a été évoquée plusieurs fois dans le scénario. Il a besoin de membres qui possèdent un talent particulier dans leur domaine (sabreur, navigatrice, tireur d'élite, cuisinier, médecin, archéologue, charpentier, musicien et timonier). Luffy explique au début de la série qu'il désire 10 membres d'équipage ayant un talent particulier qui l'aideraient à atteindre son but. Chacun des membres de son équipage le respecte, malgré son imprudence. Luffy adore la viande ; après chaque combat, il est épuisé et mange beaucoup pour récupérer son énergie,. Il pense rarement aux conséquences de ses actes, et se laisse guider par ses émotions, peu importe s'il est confronté à une force plus grande que la sienne. Cependant, c'est un capitaine extrêmement loyal, ce qui a été démontré à plusieurs reprises dans la série, qui n'hésite pas à mettre sa propre vie en péril pour le bien de son équipage et de ceux qu'il aime.

### Doublage
Dans la version originale de la série d'animes One Piece (et plus tard spin-offs de la franchise), Luffy est doublé par Mayumi Tanaka. Dans l'OAV intitulé Vaincre ! Le Pirate Ganzack, Luffy est doublé par Urara Takano. Dans le doublage en français de One Piece, Luffy est doublé par Stéphane Excoffier,.

## Biographie

### Enfance
Luffy passe son enfance dans un village nommé Fushia, appartenant au Royaume de Goa et situé sur East Blue. Il se lie d'amitié avec une bande de pirates de passage sur son île, l'équipage de Shanks « le roux », et commence à rêver de piraterie. Pour prouver sa détermination, il n'hésite pas à s'infliger lui-même une blessure sous l'œil gauche avec un poignard, origine de la cicatrice qui l'accompagne depuis. Le capitaine Shanks refuse cependant de le prendre dans son équipage à cause de son jeune âge, et préfère le taquiner. Un jour, alors qu'il déjeune avec ses amis pirates dans la taverne du village, Luffy mange par erreur le Fruit du Caoutchoutier, l'un des fruits du Démon (que l'équipage avait ramené d'une de ses aventures. Ce fruit le change en homme-élastique capable d'étirer son corps de façon impressionnante, et forme la base de ses futures techniques de combat. Le revers de la médaille est que les fruits du démon font perdre à leurs possesseurs (donc Luffy) la faculté de nager, ce qui est bien évidemment un handicap important pour un pirate.
C'est ce même jour qu'un bandit des montagnes nommé Higuma et sa bande font irruption dans la taverne pour se procurer de l'alcool. Agacé de voir que tout a été déjà consommé par les pirates, Higuma cherche à provoquer Shanks, mais sans succès, le capitaine pirate préférant rire de ces provocations que de se lancer dans une bagarre. Luffy est cependant profondément déçu par l'attitude de Shanks et de ses camarades qu'il prend pour de la couardise. Peu de temps après, alors que les pirates sont en sortie en mer, Luffy rencontre de nouveau la bande de Higuma et prend la défense de ses amis pirates devant les moqueries des bandits. L'histoire prend un tour dangereux pour Luffy quand Higuma décide de le tuer malgré l'intervention du maire du village. Shanks et les pirates arrivent à ce moment-là et font comprendre que même si les insultes n'ont pas pris sur eux, ils ne pardonnent pas que l'on s’attaque à un ami. Higuma parvient tout de même à s'échapper avec Luffy qui se retrouve jeté en pleine mer. Il est alors sauvé in extremis des dents d'un monstre marin par Shanks, qui y sacrifie néanmoins son bras gauche. C'est peu après, au moment où les pirates décident de quitter définitivement le village, que Shanks lui donne son fameux chapeau de paille. Cet objet, extrêmement précieux aux yeux de Luffy, symbolise d'une part son amitié avec Shanks, et d'autre part sa promesse de devenir le Roi des pirates, souverain de toutes les mers du monde. Ce n'est qu'une fois cet objectif atteint que Luffy lui rendra son chapeau. Pour parvenir à réaliser ce rêve, il doit traverser la dangereuse Route de tous les périls (Grand Line) et trouver le One Piece, trésor de Gol D. Roger.
Après ces événements, Luffy est emmené par son grand-père Monkey D. Garp dans le Mont Corvo de l'île de Dawn, chez une femme bandit des montagnes, Curly Dadan, à laquelle Garp avait déjà confié Portgas D. Ace, le fils de Gol D. Roger. Au début, bien que rejeté par ce dernier, Luffy persiste à le suivre dans toutes ses petites escapades. Incapable au début de suivre Ace, Luffy se fortifie au fur et à mesure de ses randonnées jusqu'à trouver l'endroit où Ace part tous les jours, Grey Terminal. C'est à partir de ce moment que la fraternité entre Ace, Luffy, et Sabo va commencer. Parallèlement, Garp cherche continuellement à convaincre Luffy et Ace de devenir de grands soldats de la Marine et les entraîne d'ailleurs très durement dans cette optique, bien qu'Ace et son petit frère veuillent depuis toujours devenir des pirates.

### Début de carrière de pirate
Après un entraînement de dix ans, Luffy quitte l'île où il a grandi pour fonder un véritable équipage de pirates, battant au passage en un seul coup le terrible monstre marin qui avait mangé le bras de Shanks dix ans plus tôt. Il se met en quête d'équipiers prêts à l'aider à accomplir son rêve : devenir le roi des pirates. Lors de son périple à travers East Blue, il se fait de nombreux amis mais aussi beaucoup d'ennemis tels que la Marine ou certains pirates locaux. La Marine ne découvre vraiment l'existence de Luffy au Chapeau de paille qu'après ses victoires successives contre Alvida, Morgan, Baggy, Kuro, Krieg et l'homme-poisson Arlong, tous de prestigieux pirates d'East Blue. En conséquence, sa tête est mise à prix à hauteur de 30 millions de berrys. Après avoir vaincu l'un des sept grands corsaires, Crocodile alias Mr 0, sa prime grimpe à 100 millions de berrys. Il affronte ensuite le dieu Ener sur l'île céleste Skypiea. Puis, après l'incident d'Enies Lobby où Luffy déclare la « guerre » au gouvernement mondial et terrasse avec son équipage les membres du CP9, sa tête passe à 300 millions de berrys. Il battra finalement un autre membre de l'ordre des sept grands corsaires, Gecko Moria, sur Thriller Bark. Luffy est, à l'arrivée vers Red Line, considéré comme l'un des plus dangereux supernovas par le gouvernement mondial.

### Archipel des Sabaody
Après les péripéties de Thriller Bark, Luffy et ses compagnons se rendent sur l'archipel des Sabaody afin de trouver un couvreur leur permettant d'entrer dans le Nouveau Monde via l'île des Hommes-Poissons. Il y découvre d'autres grands pirates ayant eux aussi des primes importantes de plus de 100 millions de berrys sur leurs têtes, les onze supernovas. Luffy crée un incident sans précédent en voulant récupérer Keimi, une sirène devenue son amie, qui est mise en vente sur un marché aux esclaves, et sauver Octy qui allait être tué car il est un homme-poisson. En effet, il frappe violemment un dragon céleste (l'un des descendants des créateurs du Gouvernement Mondial après le siècle oublié), ce qui a provoqué la venue d'une armée spéciale (les Pacifistas) avec à leur tête, le garde du corps du professeur Vegapunk, Sentomaru. Kizaru, amiral de la Marine, vient également à leur rencontre après avoir écrasé les autres pirates se dressant sur son chemin.
Face à un tel déploiement de force, Luffy et ses compagnons sont battus jusqu'à l'intervention de Silvers Rayleigh, ancien bras droit du seigneur des pirates Gol D. Roger. Luffy et ses compagnons, trouvent leur salut grâce à l'intervention du grand corsaire Bartholomew Kuma, qui les téléporte avec les coussinets de sa main droite aux quatre coins du monde de One Piece.

### Amazon Lily
Après la bataille de l'archipel des Sabaody, Luffy est éjecté sur Amazon Lily où vivent uniquement des femmes. Il est sauvé d'un champignon vénéneux par des habitantes de l'île qui le prennent d'abord pour l'une des leurs, mais doit prendre la fuite car aucun homme ne doit pénétrer sur cette île. Cherchant un moyen de transport, il fait accidentellement irruption dans le bâtiment où l'impératrice Boa Hancock (une des sept grands corsaires) est en train de prendre un bain et aperçoit le dos de celle-ci. Face à cet affront, elle tente d'abord de le changer en pierre grâce au pouvoir de son fruit du démon, le fruit de la passion avant de se rendre compte que son pouvoir est inefficace. Luffy est alors mené dans une arène afin d'être exécuté. Là, après avoir vaincu une panthère, il combat les deux sœurs de l'impératrice qui ont toutes les deux mangé un fruit du démon de type Zoan : l'une est capable de se transformer en cobra, l'autre en anaconda. Elles commencent par dominer le combat grâce à leur maîtrise du fluide, mais le combat change de direction lorsqu'une des deux sœurs serpents tente de tuer Margaret, une des trois femmes qui avait aidé Luffy à son arrivée sur l'île. Cette tentative réveille en effet le fluide royal de Luffy qui s'avère être le plus puissant de tous, possédé également par Boa Hancock. Ne maîtrisant pas encore ce pouvoir mais soucieux de finir son combat, Luffy utilise le Gear 2 pour remporter la victoire.
À la fin du combat, Luffy décide de sauver l'honneur d'une des deux sœurs alors que cette dernière va s'écraser dans les pics (il va cacher la marque des anciens esclaves qu'elle a dans son dos). Cet acte d'honneur et de bravoure pousse Boa Hancock, en pleurs, à faire évacuer l'arène. Touchée par son geste et soucieuse de connaître sa vraie nature, pensant qu'il réagirait comme tous les hommes qu'elle a connus, Hancock lui offre alors de choisir entre un bateau et le sauvetage des trois guerrières. Luffy opte sans hésitation pour la deuxième proposition, au grand étonnement de l'impératrice, qui tombe amoureuse du jeune pirate. Le soir même, il apprend le funeste sort qui attend son frère Ace, condamné à mort, et décide d'aller l'aider avec Hancock qui est tombée follement amoureuse de lui.

### Impel Down
En compagnie de Boa Hancock, Luffy part à la recherche de son frère Ace qui est détenu à Impel Down, prison sous-marine comprenant six niveaux sous la surface. Il entre dans la prison caché sous le manteau de l'impératrice pirate puis infiltre les premiers étages pendant qu'elle rencontre Magellan, directeur du pénitencier. En cherchant la cellule d'Ace, Luffy rencontre Baggy le clown qui tente de s'enfuir. Luffy lui demande de l'aide pour trouver son chemin, ce que le clown commence par accepter. Les deux fugitifs commencent alors à descendre les étages, libérant Mr 3 Galdino au second niveau et Mr 2 Bon Clay au troisième.
Après avoir vaincu le gardien démoniaque Minotaure au 3e étage, Luffy et ses compagnons chutent au 4e niveau où le directeur Magellan affronte Luffy et Mr 2. Malgré ses efforts, Luffy est vaincu par le directeur qui détient un pouvoir toxique. Après l'avoir gravement empoisonné, Magellan décide de le laisser agoniser au niveau 5 du pénitencier. Bon Clay s'infiltre au niveau 5 pour libérer Luffy et le tire vers l'endroit où aurait été vu Emporio Ivankov, surnommé « le faiseur de miracles ». Après s'être évanouis, les deux évadés sont recueillis par le révolutionnaire Inazuma qui les conduit dans la cachette d'Ivankov : Luffy subit un traitement intensif à base d'hormones pour guérir du poison alors qu'il ne reste que quelques heures avant l'exécution de son frère. Ivankov, Inazuma et Luffy se dirigent alors vers le niveau 6 où Ace est détenu. Jinbe, grand corsaire qui partageait la cellule d'Ace, leur apprend que ce dernier vient de partir pour Marine Ford où doit avoir lieu son exécution. Coincés au niveau 6, ils reçoivent le renfort de Crocodile (enfermé ici depuis les évènements d'Alabasta) et de Jinbe pour s'échapper avant l'arrivée des gardes.

### Marine Ford

Emblème du Gouvernement mondial.

Poursuivis par Magellan, les fugitifs arrivent à s'échapper en réquisitionnant un navire de la Marine et se dirigent vers la Porte de la Justice afin de se rendre au QG de la Marine, Marine Ford, où doit se dérouler l'exécution d'Ace. Grâce à son pouvoir, Mr 2 prend l'apparence de Magellan et ouvre la porte de la justice mais il est démasqué et condamné à mort. Pendant ce temps, les évadés font route vers Marine Ford où sont déjà rassemblés les éléments les plus puissants de la Marine. En effet, une grande bataille va avoir lieu entre celle-ci et l'équipage de Barbe Blanche auquel appartenait Ace. L'amiral en chef Sengoku le Bouddha révèle alors qu'Ace est le fils caché de Gol D. Roger, ancien seigneur des pirates. Alors que l'affrontement commence, Luffy et ses compagnons débarquent sur le champ de bataille ; Sengoku révèle alors que Luffy est le fils de Monkey D. Dragon. Barbe Blanche décide de s'allier avec Luffy et de le protéger car ils ont le même objectif.
Obstiné, Luffy cherche par tous les moyens à se rapprocher de son frère : grâce à l'aide de Jinbe, il parvient à se frayer un chemin mais se retrouve seul face aux trois amiraux. Blessé par Kizaru et très affaibli, il est secouru par Ivankov qui utilise son pouvoir pour lui redonner de l'énergie. Avec l'aide de Boa Hancock et de Vista (membre de l'équipage de Barbe Blanche), il se rapproche de l'échafaud alors que Sengoku ordonne la mise à mort du condamné. Luffy utilise alors son fluide pour mettre hors de combat les deux soldats qui allaient procéder à l'exécution. Grâce à ce pouvoir très rare, Luffy gagne l'admiration de Barbe Blanche qui ordonne à ses hommes de lui apporter leur soutien. Luffy progresse encore et se retrouve face à son grand-père Garp, vice-amiral de la Marine, qui ne peut pas se résigner à attaquer son petit-fils. Luffy atteint alors l'échafaud et parvient à délivrer son frère avec l'aide de Mr 3 qui fabrique une clé grâce à son pouvoir, malgré les attaques de Sengoku. Dès sa libération, Ace participe au combat contre la Marine jusqu'à ce que Barbe Blanche donne l'ordre à ses hommes de quitter Marine Ford. Néanmoins, Ace répond aux provocations de l'amiral Akainu et engage un combat avec lui. Épuisé par le combat, Luffy est sur le point d'être tué par Akainu quand son frère s'interpose, se sacrifiant à sa place. Ace meurt dans les bras de son frère, un dernier sourire flottant sur son visage. Luffy, ébranlé par cette perte considérable, reçoit encore une attaque d'Akainu avant de s'évanouir.
Après la mort d'Ace, Barbe Blanche entre dans une profonde colère : il se déchaîne contre Akainu et réussit à le mettre hors de combat mais se fait détruire la moitié du visage par l'amiral. Il décide alors de se sacrifier en se battant le plus âprement possible contre la Marine. Marco (membre de l'équipage de Barbe Blanche) prend les commandes et ordonne à ses alliés de continuer à protéger Luffy. C'est Jinbe qui lui porte secours et qui l'aide à fuir la bataille qui fait encore rage. Alors que Barbe Noire arrive pour achever Barbe Blanche, Akainu reprend conscience, rattrape Jinbe et lui inflige un puissant coup de poing qui le transperce et touche Luffy. Apparaît alors Trafalgar Law, l'un des onze supernovas, qui sauve Luffy et Jinbe en s'échappant à bord d'un sous-marin. L'intervention de Shanks le roux met un terme à la bataille alors que Luffy est rattrapé par Boa Hancock qui décide de l'emmener sur l'Île des Femmes pour qu'il s'y rétablisse.

### 3D2Y
Deux semaines plus tard, alors que Luffy peine à accepter la mort de son frère et commence à douter de ses capacités, Jinbe lui rappelle qu'il n'a pas tout perdu puisqu'il lui reste encore son équipage. Luffy veut retourner à l'archipel des Sabaody pour retrouver ses amis mais l'arrivée inattendue de Silvers Rayleigh sur Amazon Lily le fait changer d'avis. Avec l'aide de Jinbe et de Rayleigh, Luffy revient à Marine Ford, apparemment pour rendre hommage aux nombreuses victimes de la bataille. Le but est en fait d'informer ses compagnons du nouveau plan : pendant cette escapade, le bras de Luffy porte l'inscription « 3D2Y » qui signifie que la date de rendez-vous n'est plus dans trois jours mais dans deux ans (3 days 2 years). Cette décision laisse le temps aux membres d'équipage de gagner en puissance avant les retrouvailles. De son côté, Luffy part avec Rayleigh sur une île de Calm Belt pour développer son fluide. Cet entraînement dure un an et six mois, avant que Rayleigh parte et laisse Luffy continuer seul.

### Deux ans plus tard
Luffy, dont la prime s'élève désormais à 400 millions de berrys, retourne à Sabaody, arborant sur la poitrine une grande brûlure en forme de X due au coup porté par l'amiral Akainu lors de la bataille de Marine Ford (c'est par ce même coup que Jinbe a été transpercé en protégeant Luffy lors de sa fuite). Une fois sur l'archipel, les membres de l'équipage se rendent compte que des imposteurs ont usurpé leurs identités afin de se constituer un équipage avec les meilleurs rookies du coin. Lors de la rencontre entre le vrai et le faux Luffy, le combat tourne court grâce à la maîtrise du fluide de Luffy. Alors que les deux équipages se rencontrent, la Marine intervient par l'intermédiaire de Pacifistas menés par Sentomaru. Repéré par ce dernier, Luffy se dévoile et détruit d'un seul coup un Pacifista grâce à son Gear 2 et son fluide, ce qui étonne grandement Sentomaru et les pirates présents. Après cet épisode, l'équipage au complet se reforme et embarque à bord du Thousand Sunny, mettant le cap sur l'Île des Hommes-Poissons.

### Île des Hommes-Poissons
Dans les profondeurs sous-marines, un des rookies berné par le faux Luffy monte clandestinement à bord du Thousand Sunny. Il s'agit de Caribou, un pirate ayant une prime de 210 millions de berrys et ayant mangé le fruit des marais. L'équipage est par la suite confronté à un Kraken que Luffy décide de dresser pour qu'il les aide à arriver à l'Île des Hommes-Poissons : il y parvient grâce à ses nouvelles capacités jointes à celles de Sanji et Zoro. À l'issue du combat contre le Kraken, le courant descendant sépare le « trio infernal » du reste de l'équipage. Les membres restés à bord du navire se retrouvent face à l'une des plus grosses créatures sous-marines : Wadatsumi, une créature qui prend une forme humaine, qui semble être un « membre » de l'équipage du pirate Vander Decken. Luffy, qui a finalement réussi à dompter le Kraken, parvient à temps à empêcher la destruction du Sunny grâce aux coups assénés par son nouvel animal de compagnie sur Wadatsumi. Juste après, un volcan sous-marin entre en éruption, et Luffy et les siens parviennent à s'en tirer.
Ils aperçoivent enfin l'Île des Hommes-Poissons mais sont confrontés à trois membres des Nouveaux Pirates Hommes-Poissons qui leur proposent de les rejoindre. Luffy refuse la proposition et met un coup de burst en direction de l'Île des Hommes-Poissons. L'équipage est de nouveau séparé et Luffy se réveille chez Keimi avec Usopp, Chopper et Sanji. Ils vont à la Crique des Sirènes où les trois membres des Nouveaux Pirates Hommes-Poissons les retrouvent et ne veulent pas fournir du sang à Sanji parce que c'est un humain. Luffy furieux les met à terre. Une fois Sanji soigné, ils retrouvent Nami et Brook accompagnés de Pappag.
Le roi Neptune invite Luffy et les autres au palais. Arrivé au palais, Luffy s'en va de son côté attiré par une odeur de nourriture et il rencontre Shirahoshi, la princesse sirène du Royaume Ryugu et fille de Neptune. Il la sauve d'une énorme hache lancée par Vander Decken et s'échappe de sa chambre avec Shirahoshi et son animal de compagnie, Megalo (un requin géant) pour réaliser le rêve de Shirahoshi : voir la tombe de sa mère Otohime.
Après que Jinbe a préparé un plan pour contrer Hody Jones, Luffy se cache dans la bouche de Megalo pour aller à Gyoncorde et quand Shirahoshi lui demande de l'aide il sort pour attaquer Hody Jones quand les membres de l'équipage de Luffy arrivent avec le Sunny pour combattre 100 000 ennemis dont 70 000 hommes-poissons et les nouveaux pirates hommes-poissons.
Luffy utilise son fluide royal pour assommer 50 000 hommes puis il s'attaque à Hody qui n'arrive pas à le toucher, alors que Luffy, grâce à son fluide, arrive à le toucher à plusieurs reprises. Luffy arrive enfin à vaincre Hody tandis que le reste de l'équipage détruit littéralement le reste des subordonnés d'Hody. Néanmoins, Luffy a perdu beaucoup de sang à cause d'une blessure, ce qui inquiète Shirahoshi. Chopper doit faire une transfusion sanguine mais à cause de la loi personne ne veut donner son sang à un humain. Shirahoshi est prête à donner son sang mais comme son groupe sanguin est différent la transfusion n'est pas possible. C'est alors que Jinbe arrive et offre son sang, il dit qu'il peut donner son sang à Luffy car c'est un pirate et ainsi ne se sent pas concerné par la loi. Après la transfusion, Luffy se réveille et demande a Jinbe de faire partie de son équipage.
Après la guerre, les humains qui étaient sous les ordres d'Hody sont relâchés et décident de rejoindre le Nouveau Monde. Certains hommes-poissons sont condamnés aux travaux forcés alors qu'Hody, ses hommes et Vander Decken terminent dans les prisons du palais. Luffy, Shirahoshi et Jinbe s'éloignent de la place et ce dernier explique qu'il ne peut pas rejoindre tout de suite l'équipage, mais quand le moment sera venu. Le roi décide de remercier les compagnons de Luffy en les invitant à un banquet qu'ils acceptent avec plaisir. La fête terminée, s'ensuit une discussion entre Robin et le roi Neptune où on en apprend plus sur le ponéglyphe de l'Île des Hommes-Poissons, ainsi que sur celui de Skypiea qui dit que l'arme antique « Poséidon » se trouverait sur l'Île des Hommes-Poissons. Robin affirme même que cette arme ne serait autre que la princesse Shirahoshi. Après la bataille contre Hody et ses hommes, Luffy décide de déclarer la guerre à Big Mom, qui voulait détruire l'Île des Hommes-Poissons, et ainsi de la placer sous sa protection.

### Punk Hazard
Après de tristes adieux, l'équipage quitte l'Île des Hommes-Poissons pour rejoindre le Nouveau Monde mais reçoit aussitôt un appel à l'aide en provenance d'une île appelée Punk Hazard. La conversation est interceptée par le vice-amiral Smoker et le colonel Tashigi, qui décident de se rendre sur les lieux. Luffy, Zoro, Robin et Usopp accostent sur une île brûlante et y rencontre un dragon, qu'ils affrontent jusqu'à ce que Zoro lui tranche la tête avec une Danse du Lion améliorée. Après le combat, Luffy retire une personne dont le corps va des pieds à la taille, mais qui est cependant capable d'entendre et de parler. En s'avançant encore, ils se rendent compte que seule une moitié de l'île est soumise à une forte chaleur, l'autre moitié étant complètement gelée. Smoker apprendra plus tard à sa subordonnée que c'est là qu'a eu lieu le combat entre les deux amiraux de la Marine, Aokiji et Akainu, pour le poste d'Amiral en chef.
Un combat si violent qu'il modifia définitivement la topographie et le climat de l'île.
Ils vont rencontrer le scientifique César Clown, qui est un scientifique qui produit des recherches sur les gaz mortels.
Il rencontrera également Trafalgar Law, qui lui avait sauvé la vie après la bataille de Marineford, et conclura une alliance avec lui pour renverser Kaido, un des 4 Yonkous. Il chargera Luffy de capturer César pour la suite de leur plan. Mais, aveuglé par la rage qu'il avait contre lui, notamment en apprenant le sort qui sera réservé aux enfants, il l'envoie faire un vol plané à l'extérieur de l'usine, ignorant totalement la consigne de Law. Fort heureusement, le savant fou est récupéré de façon fortuite par Franky.

### Dressrosa
Luffy explique au reste de l'équipage, l'alliance qu'il a formée avec Trafalgar qui a pour but de vaincre un des Quatre Empereurs. Par ailleurs, ils ont emmené aussi César qu'ils ont capturé et qui continue de proférer des menaces à leur encontre. Law explique que les Empereurs ont une grande influence dans le Nouveau Monde et une quantité importante de subordonnés qu'ils gèrent comme de gigantesques organisations criminelles. Pour éviter d'attirer l'attention de la Marine, les Empereurs gèrent leurs activités dans l'ombre. L'une des personnes les plus fiables dans le milieu de la Pègre est Doflamingo qui utilise un pseudonyme ("Joker") afin que personne ne puisse le soupçonner. Il est également le plus grand fournisseur de Kaido en Fruits du Démon Artificiels: les SMILES, ce qui explique pourquoi Law voulait à tout prix kidnapper César et détruire les machines de production du SAD qui se révèle être une substance clé pour produire les Smiles. Ces deux événements ont également eu pour objectif de diminuer la puissance de Kaido.
À présent, leur objectif est de détruire l'Usine où sont fabriqués les SMILES, qui se trouve justement à Dressrosa, afin d'affaiblir Kaido considérablement. Kinemon souhaite également se rendre sur cette île puisqu'il déclare qu'un de ses amis est retenu prisonnier là-bas. Sur place, Luffy fait la connaissance de l'Amiral Fujitora au Casino, par la suite il s'inscrit dans un tournoi de gladiateur organisé par la Don Quijote Family, le prix du vainqueur est le Pyro-Fruit, revenue à l'état de fruit du démon après la mort d'Ace survenue deux ans plus tôt. Luffy est assimilé au Bloc C ou il prend le pseudonyme de "Lucy". Il remporte la manche après un combat contre un pirate appelé Don Chinjao. Pendant ce tournoi, Luffy fait la connaissance de Rebecca, la petite-fille de Riku, l'ancien roi de Dressrosa, mais aussi Cavendish ou encore Bartolomeo le Cannibale qui est un grand fan des Chapeau de Paille. Peu avant la finale, Luffy voit Doflamingo s'emparer de son allié Trafalgar Law, il doit abandonner le tournoi pour aller délivrer son allié. C'est alors que surgit un homme qui souhaite le remplacer pendant la finale, cet homme n'est autre que Sabo, l'autre frère de Luffy que l'ont croyait mort. Luffy part à l'assaut du palais de Doflamingo en compagnie de Zoro, Kinémon, Wicka (une naine de la tribu Tontatta) et de Viola, la tante de Rebecca. Pendant que Usopp, Nico Robin et les guerriers Tontatta combattent Sugar et Trebol, Luffy attend devant la salle où se trouve Doflamingo, Law enchaîné au siège de cœur ainsi que le Roi Riku, enchaîné lui aussi. Lorsque Sugar perd connaissance grâce à Usopp, le Soldat Unijambiste qui était aux côtés de Luffy redevient un être humain. Il se lance sur Doflamingo et lui tranche la tête. Cet homme n'est autre que Kyros, un ancien gladiateur qui a remporté 3 000 victoires, mais c'est aussi le père de Rebecca. Malheureusement, Kyros n'a décapité qu'un clone de Doflamingo fait avec des fils. Le vrai Doflamingo surgit et s’apprête à décapiter Kyros quand Luffy se couche sur lui. Le Chapeau de Paille engage le combat contre le Grand Corsaire. Luffy est mis en difficulté par le fluide du Démon Céleste. C'est alors que Doflamingo décide de lancer sa "Cage à oiseaux", une gigantesque cage de fils tranchants et solides, encerclant toute l'île de Dressrosa.
Après s'être allié avec les combattants du Colisée, Luffy et Law décident de retourner au palais pour vaincre Doflamingo. Une fois arrivé là-bas, ils réussissent une attaque surprise et Luffy frappe son ennemi avec le Gum Gum Red Hawk. Seulement, ils sont mis en difficulté et il est renvoyé un étage plus bas avec Bellamy et un clone de fils de Doflamingo. Avec avoir vaincu ce dernier, Bellamy décide de garder son honneur et il affronte Luffy. Après l'avoir frappé comme il l'avait fait à Jaya, il retourne devant Doflamingo qui, après avoir commencé à refermer la cage, lui annonce la mort de Law. Néanmoins, c'était une stratégie pour que Law puisse effectuer une attaque surprise sur le Démon Céleste. Ce dernier réussit à survivre et il engage le combat contre Luffy. Après que Trébol soit mis hors d'état de nuire et que Law ait été mis en sécurité, Luffy décide d'activer le Gear Fourth. Doflamingo est surpassé par la puissance de cette forme et alors qu'il était sur le point d'être vaincu, Luffy arriva à sa limite. Les habitants de Dressrosa, menés par Gatz, décident de le cacher pendant 10 minutes pendant que les gladiateurs repoussaient la cage. Alors que Doflamingo s’apprêtait à tuer Viola en manipulant Rebecca, Luffy retrouve ses forces et il les sauve. Après avoir subis quelques attaques, il réactive le Gear Fourth et une fois dans le ciel, il vainc Doflamingo avec le Gum Gum King Kong Gun. La cage disparaît et la population de Dressrosa est sauvée. Quelques jours plus tard, Luffy et ses amis partent de l'île après avoir échappé à Fujitora. En mer, il forme, malgré son non-consentement, l'armada de Chapeau de paille. Bartolomeo accepte ensuite d'amener son équipage sur Zo et en route, il apprend que sa prime est désormais de 500 millions de berrys.

### Zo
Une fois arrivés à Zo, Luffy et ses compagnons escaladent à la patte arrière gauche de l'éléphant. Une fois en haut, ils découvrent un pays dévasté et Wanda, une mink, lui raconte que c'est Jack qui a détruit le pays car il cherchait un dénommé Raizo. Elle lui apprend aussi que c'est l'équipe de Sanji qui a sauvé la population d'un puissant poison. Seulement, une fois l'équipage réuni, Nami leur apprend que Sanji s'est fait enlever par les hommes de Big Mom afin qu'il se marie avec une des filles de l'impératrice. Luffy prend la décision d'aller le récupérer. Après avoir réglé le conflit entre Caborage et Chavipère, ils apprennent que Momonosuké et le fils de'Oden Kozuki et que Raizo est vivant. Caborage et Chavipère lui montre alors le Road Ponéglyphe et ils expliquent la façon d'aller à Rough Tell. Ensuite, Luffy conclue une alliance entre les samouraïs, Law et les minks afin de vaincre Kaido. Seulement, Jack a attaqué l'éléphant mais grâce à Momonosuké, Zunesh a détruit la flotte du bras droit de Kaido. Alors que l'équipe de Zoro est chargée d'aller au pays des Wa, Luffy, Nami, Chopper, Brook, Pedro, Pekoms et Carrot partent pour l'île Tougato afin de récupérer Sanji. En route, il apprend la destruction de Baltigo.

### Île Tougato
Alors qu'ils voguent sur Totto Land, Luffy mange un poisson empoisonné. Au même moment, un bateau des Germa 66 croise leur route et Reiju, la sœur de Sanji, le sauve en aspirant le poison. Ensuite, ils accostent sur l'île Cacao et ils rencontrent Pudding, la fiancée de Sanji. Elle leur explique la façon pour rejoindre l'île Tougato. Le lendemain, ils arrivent sur l'île mais ils se perdent dans la forêt de la tentation car les arbres vivants leur barrent la route. Après que Brûlée ait capturé Chopper et Carrot, Cracker arrive dans la forêt et il affronte Luffy. Alors qu'il était acculé et que son adversaire lui parlait de Sanji, Luffy activa le Gear Fourth et il détruit l'armure du vrai Cracker, puis ils reprennent leur duel. 11 heures après, Luffy est devenu énorme car il a mangé les biscuits de Cracker que Nami avait mouillé. Après s'être mis dans sa forme Tank Man, version ventre plein, il bat Cracker en l'expulsant avec le Gum Gum Canon Ball. Après être sortis de la forêt grâce à King Baum, ils croisent la route des Germa 66, mais Sanji leur dit de faire demi-tour car il aurait accepté son statut royal. Il bat Luffy au cours d'un duel mais ce dernier affirme qu'il ment et il lui dit qu'il va l'attendre à l'endroit de leur duel sans rien manger.
Seulement, l'armée de la colère de Big Mom arriva sur les lieux afin de venger Cracker. Malgré sa détermination, Luffy est vaincu et il est emprisonné dans un livre de Charlotte Mont d'Or au château de Whole Cake avec Nami. Là-bas, il affirme à Big Mom par escargophone qu'il gagnera à la fin, mais il apprend ensuite de la bouche de Pudding qu'elle tuera Sanji pendant le mariage. Alors qu'Opéra allait torturer Nami pour qu'elle révèle la position de Laura, Jinbe les sauva en frappant le fils de Big Mom. Après avoir été libéré, Luffy chercha Sanji dans le château de Whole Cake mais Reiju le trouva et l'emmena dans l'infirmerie. Elle lui révèle que son frère est au courant par rapport à Pudding et Luffy décide d'aller l'attendre à l'endroit où ils s'étaient affrontés. Là-bas, Sanji le trouva et il lui donna le bento qu'il avait préparé. Après que ce dernier ait mis les choses au clair, Luffy le frappa et il lui demanda ce qu'il voulait vraiment. Il répondit en disant qu'il voulait revenir dans l'équipage et sauver sa famille, et son capitaine lui promit qu'il va détruire la partie de thé. Grâce à un bout de miroir, Jinbe parla à Luffy du plan de Bege qui vise à tuer Big Mom et ils décident d'aller le rencontrer.
Une fois arrivés à la cachette de Bege, ils organisent une réunion afin de mettre au point un plan qui vise à tuer Big Mom et à sauver la famille Vinsmoke. Après avoir préparé son entrée, Luffy attendit la partie de thé dans le corps de Bege. Après que le coup de feu ait été tiré, Luffy sortit du gâteau et mis la pagaille à la partie de thé. Seulement, Dent-de-chien l'arrêta mais Brook réussit à détruire la photo. Après avoir échappé à Dent-de-chien, Luffy montre la photo à Big Mom et elle cria, ce qui immobilisa la famille Charlotte. Seulement, les capsules de gaz ont explosé et le miroir qui devait leur servir pour fuir a été détruit. Bege se transforma en château géant et tous ses alliés se réfugient à l'intérieur. Néanmoins, Big Mom a retrouvé la raison et le Vinsmokes les ont aidé à fuir. Alors que Reiju allait être tuée, Luffy et Sanji engagent le combat contre l'impératrice. Après avoir perdu ses forces, Luffy et ses alliés ont été vaincus mais le château de Whole Cake s'est effondré après l'explosion du coffre de Tamate. Alors qu'ils s'échappaient de l'île Tougato, l'équipage de Chapeau de paille ont été rattrapés par Big Mom, obnubilée par le gâteau. Après avoir atteint le Thousand Sunny, Luffy engagea le combat contre Dent-de-chien, mais Pedro se fit exploser pour que le bateau échappe au bonbon de Slurp. Alors que le navire allait lancer un Coup de Burst, Luffy partit dans le monde des miroirs avec Dent-de-chien afin de l'affronter en duel.
Malgré ses assauts, Dent-de-chien prit le dessus facilement sur Luffy. Après avoir été assuré de la sécurité de son équipage, Luffy voulu activer le Gear Fourth mais son adversaire l'en empêcha. Alors que ce dernier prit son repas, le jeune pirate le vit sans son écharpe. Dent-de-chien perdit son sang froid et Luffy put lui asséner plusieurs coups avec le Gear Fourth. Seulement, son adversaire redevint calme et Luffy s'échappa du monde des miroirs quand il avait atteint sa limite. Il tomba nez à nez avec Big Mom, Slurp et Amande mais il réussit à leur échapper. Il revient dans le monde des miroirs une fois qu'il a récupéré son fluide. Il affirma qu'il va le battre et qu'il rejoindra son équipage, mais il prit un violent coup après que Flampé lui ait tiré dessus. Lorsque Dent-de-chien le comprit, il se mit un coup de trident au même endroit où il avait touché Luffy et il réprimanda Flampé afin qu'il affronte son adversaire avec honneur. Il enleva son écharpe ils reprirent leur duel. Deux heures après, Luffy décide d'activer le Snake Man et après un échange de coups, ils s’effondrent tous les deux. Quelques minutes après, ils se relèvent et Luffy affirme à Dent-de-chien qu'il vaincra Big Mom, puis ce dernier s’effondre, vaincu. Avec l'aide de Pekoms, il sortit du monde des miroirs et Sanji le sauve alors que l'équipage de Big Mom était accosté sur l'île Cacao. Grâce aux Germa 66, Luffy et Sanji réussissent à rejoindre le Thousand Sunny. Malgré l'aide de Judge et des pirates du Soleil, le Queen Mama Chanter intercepte et attaque le Thousand Sunny. Seulement, Wadatsumi sauve in-extremis le navire et le remplace par le navire de Tiger. Alors les hommes-poissons se battaient contre l'équipage de Big Mom, Jinbe décida d'aller les aider en promettant à Luffy de le rejoindre au pays des Wa. Grâce à leur aide, le Sunny parvient à sortir du territoire de Big Mom.

### Rêverie
Après que Sanji eut réalisé que Niji lui avait donné un Raid Suit, pendant leur évasion sur l'île Cacao, Luffy et Chopper lui demandèrent à genoux de ne pas le jeter. Carrot a reçu le journal et Luffy commença a déprimer puisqu'il avait mal interprété sa nouvelle prime qui s'élevait à 150 millions de berrys. Plus tard, Brook regarda de nouveau l'affiche et il dit à Luffy qu'il avait mal lu le montant, qui est désormais d'un milliard et 500 millions de berrys.

### Pays des Wa
Alors que le Thousand Sunny continuait sa route vers le pays des Wa, le groupe de Luffy a lu le journal qui parlait de la Rêverie. Ils ont ensuite rencontré une perturbation météorologique ainsi qu'une pieuvre et des carpes géantes. Après avoir traversé une rivière, une cascade et un tourbillon, le groupe s'est retrouvé séparé. Luffy et le Thousand Sunny se sont retrouvés sur une plage et il s'est réveillé quand un crabe lui a pincé le nez. Il a ensuite rencontré un babouin brandissant un sabre. Alors que le lion et le babouin se battaient, deux éclaireurs de l'équipage des cent bêtes se trouvaient à proximité. Quand ils ont repéré Luffy et le Sunny, ils ont essayé de l'attaquer mais ce dernier les a facilement vaincus et il a sauvé une petite fille qu'ils avaient capturée. Un des pirates a ordonné au babouin d'attaquer Luffy mais ce dernier l'a arrêté le babouin avec un regard noir. La petite fille, Tama, a ensuite assommé le pirate ennemi et elle a réussi à apprivoiser le babouin avec son fruit du démon. Tama a expliqué à Luffy où il était et ce qui lui était arrivé, et après avoir emmené le Sunny dans un endroit sûr, elle lui offert de la nourriture en guise remerciement. Elle l'a emmené à la maison de son maître où elle a fait des plats de riz. Après avoir mangé, Luffy s'est confronté au maître de Tama, Hitetsu, qui était en colère qu'il mange le riz. Elle expliqua à son maître qu'elle donnait le riz à Luffy pour le remercier, mais elle tomba malade après avoir bu de l'eau de la rivière contaminée par les usines de Kaido. Hitetsu a ensuite révélé qu'elle avait décidé de continuer à vivre à Kuri pour attendre Ace, qui avait promis d'y revenir.
Seulement, Luffy les informa de la mort d'Ace lors de la guerre au sommet, ce qui provoque la colère puis l'évanouissement de Tama. Hitetsu réprimanda Luffy pour avoir dit l'information directement puis il lui parla de la visite d'Ace ainsi que de la destruction du village de Tama. Luffy a décidé d'emmener Tama en ville pour voir un médecin, et Hitetsu lui a dit de chercher ses alliés. Après avoir changé ses vêtements, Luffy prit l'épée Nidai Kitetsu avec lui et Hitetsu essaya de l'arrêter par crainte de sa malédiction, mais il échoua lorsque Luffy partit avec Tama. En chemin, Tama accusa Luffy de mentir et elle expliqua la promesse faite par Ace. Ils sont ensuite entrés dans un désert et elle a expliqué que cet environnement a été créé par l'équipage des cent bêtes. Luffy repéra plus tard Zoro sauvant une femme des hommes de Kaido. Il s'est réuni avec son équipier, mais ils ont été confrontés à Basil Hawkins peu après. Ce dernier leur annonça qu'ils n'ont que 19 % de chances de survivre à la fin du mois. Ensuite, Luffy a utilisé un coup de poing au lieu d'attaquer avec la lame sur un des hommes d'Hawkins. Il a saisi un lézard géant et il a jeté à Hawkins, qui a attrapé avec son épée de paille. Luffy fut surpris quand Zoro l'a attaqué mais les dégâts ont été redirigés vers l'un de ses hommes. Après avoir expliqué le fonctionnent de son fruit du démon, Hawkins les attaqua mais ils prirent la fuite pour soigner Tama. Grâce à Tsuru, ils parviennent à atteindre la ville d'Okobore.
Pendant que Tama se faisait guérir par la médecine de Tsuru, cette dernière raconta l'histoire de la ville d'Okobore. Peu après, Tsuru fut attaqué par le gifter Batman. Pendant la confusion, Tama a été enlevée par Gazelleman, mais Luffy, Zoro et Kiku ont rapidement poursuivi le gifter et ils se sont dirigés vers la ville de Bakura.

## Techniques
Luffy est le membre le plus fort de son équipage avec Zoro, Sanji et Jinbe. Il se dirige toujours instinctivement vers l'ennemi le plus redoutable pour l'affronter en priorité : c'est toujours lui qui affronte le « boss » adverse quand Zoro et Sanji se mesurent respectivement aux deuxièmes et troisièmes ennemis plus forts sauf si un de ces trois personnages est gravement blessé. Grâce au fruit du caoutchoutier (un des fruits du démon, fruits fictifs aux propriétés magiques de l'univers du manga One Piece), il est doté d'une grande résistance alors que ses techniques lui confèrent une puissance impressionnante. De plus, il fait preuve d'une extraordinaire force physique et mentale (parfois appelée volonté du D.). Comme tous les détenteurs de fruits du démon, ses faiblesses sont l'eau et le granit marin (une pierre qui annihile les pouvoirs des fruits du démon). De plus, son fruit le rend vulnérable aux armes tranchantes et à la chaleur, mais l'immunise totalement à l'électricité et aux armes contondantes. Luffy maîtrise aussi deux techniques des six pouvoirs, l'Incision et le pas de lune (et a déjà été vu utilisé inconsciemment le pliage contre Ener), ainsi que les trois formes de fluide : le fluide perceptif qui lui permet d'anticiper les mouvements de ses adversaires, le fluide offensif qui confère à ses attaques un grand renfort de puissance, et le fluide royal, une capacité d'intimidation mentale possédée par une personne sur un million qui permet de faire s'évanouir les esprits faibles. Il acquiert également une immunité aux poisons après l'arc d'Impel Down, se montrant notamment insensible au poison de César Clown.

### Attaques standard
Pendant les dix ans d'entraînement de sa jeunesse, Luffy innove et perfectionne de nombreuses techniques qui lui sont très utiles lors de son voyage. Certaines portent un nom faisant référence aux armes à feu (Pistol, Bazooka, Rafale) : cela est dû à ce qu'il disait dans sa jeunesse à Shanks le roux : « Mon coup de poing est aussi puissant qu'une balle de revolver ! ». Ses principales attaques incluant Gum Gum Punch, Gum Gum Bullet et Gum Gum Whip. À noter que la première traduction de Glénat traduisait Gum Gum par Chewing en référence au chewing-gum, ce qui est une erreur car chewing signifie "mâcher". S'adaptant à ses différents ennemis, Luffy utilise certaines attaques spéciales lors de ses combats contre Crocodile (où il se transforme en Aqua Luffy), contre Ener (Gum Gum Carabine Dorée), contre Gecko Moria (où il se transforme en Nightmare Luffy) et contre Magellan (où il combine ses attaques avec celles de Mr 3).
Il peut désormais après l'ellipse de deux ans, renforcer ces attaques de Haki pour les rendre plus puissantes et toucher les utilisateurs de fruits du démon plus efficacement, ainsi que d'utiliser l'Incision sans activer son Gear Second.

### Gears
Après sa lourde défaite contre l'amiral Aokiji, Luffy met au point le Gear, une nouvelle technique qui lui permet d'accroître sa vitesse et sa force de façon spectaculaire. Il utilise cette technique à partir des événements d'Enies Lobby (contre Blueno et Rob Lucci du CP9). Le nom Gear est un jeu de mots anglais : le verbe to gear signifie en effet « changer de vitesse ».
Il existe quatre niveaux de Gear : le Gear Second, le Gear Third, le Gear Fourth et le Gear Fifth.

#### Gear Second
Découverte par accident lors d'un combat (dans le 7e film), il l'utilise pour la première fois contre Blueno, un membre du CP9, le Gear Second consiste à augmenter sa pression sanguine en utilisant ses jambes comme des pompes afin d'accélérer l'apport en nutriments et en oxygène de ses muscles. Luffy devient donc plus fort et beaucoup plus rapide, sa peau rougit et de la vapeur se dégage de son corps à cause de la pression sanguine (aucun humain ne pourrait faire ça, mais c'est un homme élastique). Mais cette technique n'est pas sans contrepartie : elle n'est utilisable qu'un temps limité, ses réserves d'énergie étant très vite épuisées. Il est alors obligé de se reposer un certain temps (ou de manger de la viande), à noter que cette technique est plus rapide à exécuter après les deux ans d’entrainement ou il ne lui suffit plus qu'un bras et d'une seconde pour l'activer contrairement aux premières utilisations. Sous cette forme, il utilise ses attaques standard auxquelles il ajoute le mot Jet en référence à la grande vitesse d'exécution de ces techniques.
Après les deux ans d'entrainement, Luffy arrive à activer le Gear Second sur certaines parties de son corps.

#### Gear Third
Luffy l'utilise la première fois pour détruire une porte blindée à Enies Lobby, mais cette technique a été pleinement dévoilée lors du combat contre Lucci. Cette technique consiste à gonfler ses os (leur offrant une plus grande dureté) afin d'avoir des attributs de géant. Elle est réalisée en deux phases : il se mord le pouce et insuffle de l'air à l'intérieur des os de son bras. Il canalise cet air afin que les membres souhaités deviennent géants. Cette technique apporte une grande puissance de frappe mais nécessite un temps de préparation et occasionne une perte de mobilité. De plus, cette technique à un autre inconvénient, après utilisation Luffy souffre d'un rétrécissement dû l'expulsion presque totale de l'air présent dans son organisme qui se dissipe au bout d'un certains temps. Un inconvénient qui disparaîtra après ces 2 ans d'entraînement, témoignant de la progression de Luffy dans la maîtrise de son pouvoir.

#### Gear Fourth
Cette technique est mentionnée pour la première fois pendant le combat entre Luffy et Don Quijote Doflamingo. C'est une forme ressemblant au Gear Third, sauf que Luffy pompe de l'air dans ses muscles, plutôt que dans ses os, pour augmenter sa masse musculaire; tout en l'associant avec le fluide offensif et l'élasticité donnée par son fruit du démon. Il ressemble étrangement à Nightmare Luffy, la forme qu'il avait prise en absorbant 100 ombres sur Thriller Bark. Il arrive à contracter ses membres en Gear Fourth conservant toute son élasticité, ce même avec le fluide offensif, ce qui lui procure une défense incroyable et, selon les dires de Doflamingo lui-même, la force d'attaque de Luffy a considérablement augmenté. Il semble aussi beaucoup plus léger. En effet, il se déplace et reste sur place comme le ferait un ballon de baudruche, il rebondit constamment. Cette forme lui permet aussi de voler. En contrepartie, s'il ne parvient pas à décimer son ennemi avant la fin du Gear Fourth, il devient complètement amorphe. En effet, à la suite de ces attaques en Gear Fourth, il ne peut plus utiliser son fluide pendant 10 minutes et il n'a plus aucune force.
Lors du combat entre Charlotte Cracker et Luffy, ce dernier a utilisé le Tank Man. Après avoir combattu le fils de Big Mom pendant 11 heures et avoir mangé ses clones de biscuits, Luffy s'est transformé en une forme ressemblant à un tank.
Lors du combat entre Charlotte Dent-de-chien et Luffy, ce dernier a utilisé le Snake Man.

#### Gear Fifth
Cette technique est mentionnée pour la première fois pendant le combat entre Luffy et Kaido.

## Personnages vaincus par Luffy au cours de la série

### Trame originale
| Arcs                        | Personnages             | Tomes et chapitres | Épisodes                                                    | Technique utilisée | Prime |
| --------------------------- | ----------------------- | ------------------ | ----------------------------------------------------------- | ------------------ | ----- |
| Arc Romance Down            |                         |                    |                                                             |                    |       |
| Seigneur de la côte         | Tome 1, chapitre 1      | Épisode 4          | Gum Gum Bullet                                              |                    |       |
| Alvida                      | Tome 1, chapitre 2      | Épisode 1          | Gum Gum Bullet                                              | 5 000 000          |       |
| Hermep                      | Tome 1, chapitre 3      | Épisode 2          | Coup basique                                                |                    |       |
| Arc Village d'Orange        |                         |                    |                                                             |                    |       |
| Morge et Richie             | Tome 2, chapitre 13     | Épisode 6          | Gum Gum Marteau                                             |                    |       |
| Baggy                       | Tome 3, chapitre 20     | Épisode 8          | Gum Gum Bazooka                                             | 15 000 000         |       |
| Arc Village de Sirop        |                         |                    |                                                             |                    |       |
| Kuro                        | Tome 5, chapitre 40     | Épisode 17         | Gum Gum Coup D'Boule                                        | 16 000 000         |       |
| Arc Baratie                 |                         |                    |                                                             |                    |       |
| Krieg                       | Tome 8, chapitre 66     | Épisode 29         | Gum Gum Super Marteau                                       | 17 000 000         |       |
| Arc Arlong Park             |                         |                    |                                                             |                    |       |
| Meuh-Meuh                   | Tome 9, chapitre 73     | Épisode 32         | Gum Gum Bullet                                              |                    |       |
| Arlong                      | Tome 11, chapitre 93    | Épisode 43         | Gum Gum Hache                                               | 20 000 000         |       |
| Arc Whiskey Peak            |                         |                    |                                                             |                    |       |
| Gemme                       | Tome 13, chapitre 112   | Épisode 66         | Coup basique (avec Zoro)                                    | 10 000 000         |       |
| Mikita                      | Tome 13, chapitre 112   | Épisode 66         | Coup basique (avec Zoro)                                    | 7 500 000          |       |
| Arc Little Garden           |                         |                    |                                                             |                    |       |
| Galdino                     | Tome 14, chapitre 126   | Épisode 76         | Gum Gum Stamp                                               | 24 000 000         |       |
| Arc Île de Drum             |                         |                    |                                                             |                    |       |
| Wapol                       | Tome 17, chapitre 151   | Épisode 89         | Gum Gum Bazooka                                             |                    |       |
| Arc Alabasta                |                         |                    |                                                             |                    |       |
| Crocodile                   | Tome 23, chapitre 209   | Épisode 126        | Gum Gum Storm                                               | 81 000 000         |       |
| Arc Jaya                    |                         |                    |                                                             |                    |       |
| Bellamy                     | Tome 25, chapitre 232   | Épisode 151        | Coup basique                                                | 55 000 000         |       |
| Arc Skypiea                 |                         |                    |                                                             |                    |       |
| Ener                        | Tome 32, chapitre 298   | Épisode 192        | Gum Gum Carabine Dorée                                      |                    |       |
| Arc Long Ring Long Land     |                         |                    |                                                             |                    |       |
| Foxy                        | Tome 34, chapitre 317   | Épisode 219        | Gum Gum Fléau                                               | 24 000 000         |       |
| Arc Water Seven             |                         |                    |                                                             |                    |       |
| Usopp                       | Tome 35, chapitre 333   | Épisode 236        | Gum Gum Munitions                                           |                    |       |
| Arc Enies Lobby             |                         |                    |                                                             |                    |       |
| Blueno                      | Tome 40, chapitre 388   | Épisode 273        | Gum Gum Jet Bazooka                                         |                    |       |
| Rob Lucci                   | Tome 44, chapitre 427   | Épisode 309        | Gum Gum Jet Rafale                                          |                    |       |
| Arc Thriller Bark           |                         |                    |                                                             |                    |       |
| Oz                          | Tome 49, chapitre 480   | Épisode 373        | Gum Gum Gigant Bazooka                                      |                    |       |
| Gecko Moria                 | Tome 50, chapitre 482   | Épisode 374        | Gum Gum Gigant Jet Shell                                    | 320 000 000        |       |
| Arc Archipel des Sabaody    |                         |                    |                                                             |                    |       |
| Charloss                    | Tome 51, chapitre 502   | Épisode 396        | Coup basique                                                |                    |       |
| PX-4                        | Tome 52, chapitre 510   | Épisode 403        | Gum Gum Gigant Rifle (avec l'équipage de Chapeau de paille) |                    |       |
| Arc Amazon Lily             |                         |                    |                                                             |                    |       |
| Bacura                      | Tome 53, chapitre 518   | Épisode 412        | Coup basique                                                |                    |       |
| Boa Sandersonia             | Tome 53, chapitre 520   | Épisode 414        | Gum Gum Jet Rafale                                          | 40 000 000         |       |
| Boa Marigold                | Tome 53, chapitre 520   | Épisode 414        | Gum Gum Jet Rafale                                          | 40 000 000         |       |
| Arc Impel Down              |                         |                    |                                                             |                    |       |
| Basilic                     | Tome 54, chapitre 528   | Épisode 425        | Gum Gum Gigant Pistol                                       |                    |       |
| Minotaure                   | Tome 54, chapitre 532   | Épisode 433        | Gum Gum Marteau Carabine                                    |                    |       |
| Minokoala                   | Tome 56, chapitre 542   | Épisode 445        | Gum Gum Gigant Pistol                                       |                    |       |
| Arc Marine Ford             |                         |                    |                                                             |                    |       |
| Kobby                       | Tome 58, chapitre 569   | Épisode 478        | Gum Gum Munitions                                           |                    |       |
| Monkey D. Garp              | Tome 58, chapitre 571   | Épisode 480        | Coup basique                                                |                    |       |
| Arc Retour à Sabaody        |                         |                    |                                                             |                    |       |
| Demaro Black                | Tome 61, chapitre 599   | Épisode 518        | Fluide royal                                                | 26 000 000         |       |
| Chocolat                    | Tome 61, chapitre 599   | Épisode 518        | Fluide royal                                                |                    |       |
| Mounblutain                 | Tome 61, chapitre 599   | Épisode 518        | Fluide royal                                                |                    |       |
| Turco                       | Tome 61, chapitre 599   | Épisode 518        | Fluide royal                                                |                    |       |
| PX-5                        | Tome 61, chapitre 601   | Épisode 521        | Gum Gum Jet Pistol                                          |                    |       |
| Arc Île des Hommes-Poissons |                         |                    |                                                             |                    |       |
| Surimi                      | Tome 62, chapitre 605   | Épisode 525        | Gum Gum Elephant Gun                                        |                    |       |
| Hammond                     | Tome 62, chapitre 609   | Épisode 528        | Gum Gum Jet Pistol                                          |                    |       |
| Kasagon                     | Tome 62, chapitre 609   | Épisode 528        | Gum Gum Jet Pistol                                          |                    |       |
| Vander Decken IX            | Tome 63, chapitre 618   | Épisode 537        | Gum Gum Jet Hammer                                          |                    |       |
| Hody Jones                  | Tome 65, chapitre 645   | Épisode 566        | Gum Gum Elephant Rafale                                     |                    |       |
| Arc Punk Hazard             |                         |                    |                                                             |                    |       |
| Barbros Bruneriguez         | Tome 67, chapitre 662   | Épisode 587        | Non-vu (avec Zoro, Usopp et Robin)                          | 80 060 000         |       |
| Rock                        | Tome 67, chapitre 667   | Épisode 593        | Gum Gum Retour à l'envoyeur                                 |                    |       |
| Run                         | Tome 69, chapitre 679   | Épisode 605        | Coup basique (avec le fluide offensif)                      |                    |       |
| César Clown                 | Tome 70, chapitre 692   | Épisode 617        | Gum Gum Grizzly Magnum                                      | 300 000 000        |       |
| Arc Dressrosa               |                         |                    |                                                             |                    |       |
| Spartan                     | Tome 71, chapitre 703   | Épisode 633        | Coup basique                                                |                    |       |
| Hajrudin                    | Tome 72, chapitre 714   | Épisode 644        | Coup basique (avec le fluide offensif)                      |                    |       |
| Chinjao                     | Tome 72, chapitre 719   | Épisode 649        | Gum Gum Thor Elephant Gun                                   | 500 000 000        |       |
| Rebecca                     | Tome 72, chapitre 720   | Épisode 650        | Coup basique                                                |                    |       |
| Bellamy                     | Tome 78, chapitre 779   | Épisode 720        | Coup basique (avec le fluide offensif)                      | 195 000 000        |       |
| Don Quijote Doflamingo      | Tome 79, chapitre 790   | Épisode 733        | Gum Gum King Kong Gun                                       | 340 000 000        |       |
| Arc Île Tougato             |                         |                    |                                                             |                    |       |
| Charlotte Cracker           | Tome 84, chapitre 842   | Épisode 806        | Gum Gum Canon Ball (avec Nami)                              | 860 000 000        |       |
| Charlotte Dent-de-chien     | Tome 89, chapitre 896   | Épisode 871        | Gum Gum King Cobra                                          | 1 057 000 000      |       |
| Arc Pays des Wa             |                         |                    |                                                             |                    |       |
| Urashima                    | Tome 91, chapitre 916   | Épisode 903        | Gum Gum Gigant Tsuppari                                     |                    |       |
| Holdem                      | Tome 91, chapitre 917   | Épisode 905        | Gum Gum Red Hawk                                            |                    |       |
| Plouf                       | Tome 92, chapitre 926   | Épisode 919        | Coup basique (avec Kidd)                                    |                    |       |
| Trouduc                     | Tome 93, chapitre 935   | Épisode 930        | Coup basique                                                |                    |       |
| Madilloman                  | Tome 93, chapitre 940   | Épisode 937        | Coup basique                                                |                    |       |
| Pouilleux                   | Tome 94, chapitre 949   | Épisode 949        | Coup basique                                                |                    |       |
| Goki                        | Tome 98, chapitre 990   | Épisode 1001       | Gum Gum Kong Gun                                            |                    |       |
| Kaido                       | Tome 104, chapitre 1049 | Épisode 1076       | Gum Gum Bajrang Gun                                         | 4 611 100 000      |       |

### Épisodes fillers
| Arcs                          | Personnages | Épisodes                                                   | Technique utilisée |
| ----------------------------- | ----------- | ---------------------------------------------------------- | ------------------ |
| Arc Île du navire de guerre   |             |                                                            |                    |
| Eric                          | Épisode 61  | Gum Gum Bazooka                                            |                    |
| Arc Lovely Land               |             |                                                            |                    |
| Brindo                        | Épisode 333 | Gum Gum Bazooka                                            |                    |
| Accino                        | Épisode 335 | Gum Gum Bazooka à 1 000 000 de degrés                      |                    |
| Arc Little East Blue          |             |                                                            |                    |
| Largo                         | Épisode 429 | Gum Gum Giant Pistol                                       |                    |
| Arc Ambition de Z             |             |                                                            |                    |
| Shuzo et Alpacacino           | Épisode 578 | Gum Gum Giant Jet Spear                                    |                    |
| Arc Récupération de César     |             |                                                            |                    |
| Breed                         | Épisode 628 | Gum Gum Poing d'acier (avec l’équipage des animaux marins) |                    |
| Arc Mine argentée             |             |                                                            |                    |
| Aveyron                       | Épisode 748 | Gum Gum Jet Bazooka                                        |                    |
| Bill                          | Épisode 750 | Gum Gum Grizzly Magnum                                     |                    |
| Arc Relève de la Marine       |             |                                                            |                    |
| Prodi                         | Épisode 782 | Gum Gum Eagle Bazooka                                      |                    |
| Bonham et Zappa               | Épisode 782 | Gum Gum Jet Rafale                                         |                    |
| Grount                        | Épisode 782 | Gum Gum Thor Elephant Gun                                  |                    |
| Arc Roi de l'acide carbonique |             |                                                            |                    |
| Cidre                         | Épisode 896 | Gum Gum Elephant Gun                                       |                    |

### Films
| Arcs                                                             | Personnages                              | Technique utilisée | Prime |
| ---------------------------------------------------------------- | ---------------------------------------- | ------------------ | ----- |
| One Piece : Le film                                              |                                          |                    |       |
| El Drago                                                         | Gum Gum Bazooka                          |                    |       |
| One Piece : L'Aventure de l'île de l'horloge                     |                                          |                    |       |
| Bear King                                                        | Gum Gum Tournevis                        | 11 600 000         |       |
| One Piece : Le Royaume de Chopper, l'île des bêtes étranges      |                                          |                    |       |
| Butler                                                           | Gum Gum Bazooka                          | 14 000 000         |       |
| One Piece : L’Aventure sans issue                                |                                          |                    |       |
| Gasparde                                                         | Gum Gum Bazooka                          | 95 000 000         |       |
| One Piece : Le baron Omatsuri et l'île secrète                   |                                          |                    |       |
| Omatsuri                                                         | Coup basique                             |                    |       |
| One Piece : Le Mecha géant du château Karakuri                   |                                          |                    |       |
| Ratchet                                                          | Gum Gum Jet Bazooka                      |                    |       |
| One Piece épisode de Chopper : Le Miracle des cerisiers en hiver |                                          |                    |       |
| Musshul                                                          | Gum Gum Gigant Pistol                    |                    |       |
| One Piece: Strong World                                          |                                          |                    |       |
| Shiki                                                            | Gum Gum Gigant Thor Axe                  |                    |       |
| One Piece : Z                                                    |                                          |                    |       |
| Zéphyr                                                           | Coup basique                             |                    |       |
| One Piece: Gold                                                  |                                          |                    |       |
| Gild Tesoro                                                      | Gum Gum Leo Rex Bazooka                  |                    |       |
| One Piece: Stampede                                              |                                          |                    |       |
| Douglas Bullet                                                   | Gum Gum King Kong Rafale                 |                    |       |
| One Piece: Red                                                   |                                          |                    |       |
| Tot Musica                                                       | Coup basique en Gear Fifth (avec Shanks) |                    |       |

## Citations
« Je deviendrai le Roi des Pirates ! »
« Un pirate doit être fier de son nom. Tâchez de vous souvenir du mien. »
« L'avenir ne peut exister que si l'on met sa vie en jeu. »
« Alliés ou ennemis...? C'est à vous d'en décider. »
« La force en elle-même ne m’intéresse pas. Sauf si c’est pour défendre ceux qui me sont chers ! »
« On ne devient pas le roi des Pirates quand on a récupéré le plus gros des trésors, on le devient quand tout le monde le reconnait. »

## Produits dérivés
Avec son apparition récurrente dans la franchise One Piece, Luffy est apparu sous la forme de figurines, tasses, couvertures...

## Accueil
Luffy a été classé premier dans le classement des personnages Shōnen Jump par popularité,,. Mike McFarland et Christopher Sabat de Funimation Entertainment, ont tous les deux expliqué que, selon eux, Luffy était plus apprécié que le personnage de Son Goku dans Dragon Ball. Mayumi Tanaka, la voix officielle japonaise de Luffy, explique avec humour qu'elle se sentait honteuse de doubler la voix de Luffy du fait qu'elle est mère et que Luffy est beaucoup plus jeune. Lorsque la manière de doubler Luffy lui est demandée, Tanaka répond qu'elle double la voix comme si le personnage était en train de manger ou comme s'il se touchait le nez. Lors des Society for the Promotion of Japanese Animation Awards de 2008, Luffy a été nommé dans la catégorie des « meilleurs personnages masculins ». Cependant, il perd face à Alucard du manga Hellsing,. Il a également été classé à la vingt-deuxième place du top 25 des personnages d'anime de tous les temps sur IGN par le rédacteur Chris Mackenzie.